# Интеллектуальное управление
Интеллектуальное управление — метод управления, который использует различные подходы искусственного интеллекта, такие как искусственные нейронные сети, нечёткая логика, машинное обучение, эволюционные вычисления и генетические алгоритмы.

## Уровни интеллектуального управления
Различают следующие уровни интеллектуального управления : 
- Уровень 0. Робастное управление с  обратной связью
- Уровень 1. Адаптивное управление - уровень 0 + адаптивные управляющие параметры
- Уровень 2. Оптимальное управление - уровень 1 + минимизация или максимизация функции качества
- Уровень 3. Плановое управление - уровень 2 + способность планировать заранее не определенные ситуации, имитировать и моделировать неопределенности